# Charonia lampas rubicunda
Charonia lampas rubicunda es una subespecie de molusco gasterópodo de la familia Ranellidae.

## Distribución geográfica
Se encuentra  en Nueva Zelanda.